# 天主教羅克福德教區
天主教羅克福德教區（拉丁語：Dioecesis Peoriensis）是美國一個羅馬天主教教區，屬芝加哥總教區。成立於1908年9月23日。
範圍包括伊利諾伊州北部，教座位於羅克福德。2010年有教友451,509人（佔轄區總人口27.1%）、107個堂區、288名司鐸。現任教區主教達味·若望·馬萊。